# 新格乡
新格乡，是中华人民共和国四川省阿坝藏族羌族自治州小金县曾经下辖的一个乡。2019年12月，撤销新格乡、宅垄乡，设立宅垄镇，以原新格乡和原宅垄乡所属行政区域为宅垄镇的行政区域。

## 行政区划
新格乡撤销前下辖以下地区：
元营村、蕊锋村、千家村、马鞍村、大沟村和沉水村。